# Sam Ross
Sam Ross (Escòcia, Regne Unit, 1988) és una assistent de càtering escocesa i activista en favor de la inserció laboral de les persones amb síndrome de Down.
Ja des de petita, i malgrat tenir síndrome de Down, Sam no va anar a cap escola d'eduació especial. Durant 12 anys, Sam ha estat treballant en el City of Glasgow College com a assistent de càtering. Ha participat en moltes xerrades sobre la inclusió en el món laboral de les persones amb diversitat funcional, com en el World Down Syndrome Congress, celebrat a Escòcia l'any 2018.
El juny de 2018, seria víctima d'una agressió capacitista en una estació de tren. En aquest delicte d'odi, un desconegut li va escopir a la cara mentre esperava el tren a l'estació de Glasgow Queen Street.
L'any 2018 va ser afegida en la llista 100 Women BBC, que aplega les 100 dones més influents de l'any.